# الکسندر یاکوبسن
الکسندر یاکوبسن (انگلیسی: Alexander Jakobsen؛ زادهٔ ۱۸ مارس ۱۹۹۴) یک ورزشکار اهل دانمارک است.
وی همچنین در تیم‌های ملی فوتبال Denmark U17 Denmark U17 Denmark U19 Egypt U20 ۱۱ مه ۲۰۱۶ بازی کرده است.